# Adrián Sosa Nuez
Adrián Sosa Nuez (n. Las Palmas de Gran Canaria, 9 de enero de 1986) es un sacerdote, teólogo, canonista y escritor español.

## Reseña biográfica
Vicario parroquial de la Basílica de Nuestra Señora del Pino en Teror (2015-2017), capellán del Hospital Universitario de Gran Canaria Doctor Negrín (2017-2018), capellán católico del Hospital Universitario Insular de Gran Canaria, capellán del Centro Penitenciario Lanzarote y párroco en diferentes zonas de la Provincia de Las Palmas, fue ordenado presbítero de la Diócesis de Canarias por el Excmo. y Rvdmo. Sr. Francisco Cases Andreu en la Catedral de Canarias, bajo el pontificado de Francisco I.
Obtiene la licenciatura en Teología, con maestría en Teología Dogmática, por la Facultad de Teología del Norte de España, situada en Burgos. También es licenciado en Derecho Canónico por la Universidad Pontificia de Salamanca, diplomado en Teología Espiritual por la Pontificia Facultad Teológica Teresianum de Roma y Máster en Filosofía.
Desde el año 2009, participa en diversos programas de radio y en la edición de artículos para distintos medios de comunicación escrita.
Su obra titulada Artabán, el Cuarto Rey Mago, traducida a varios idiomas y una de las más descargadas desde la plataforma peruana ACUEDI, significó la primera adaptación a novela en lengua hispana del cuento navideño The Other Wise Man (El otro rey mago), escrito en 1896 por Henry van Dyke, pastor presbiteriano estadounidense. A su vez, la novela fue adaptada a guion cinematográfico por el guionista Josep Lluís Gómez Frechilla, quien ha sido galardonado en varios concursos de ámbito nacional e internacional. Por otra parte, uno de sus últimos trabajos sirvió de base al filósofo y teólogo José Luis Vázquez Borau para fundamentar su investigación sobre la espiritualidad de Carlos de Foucauld y su famosa Oración de abandono.
Destaca su labor como arcipreste del Sur y párroco de Arguineguín, localidad canaria en donde se vivió el epicentro del drama migratorio de 2020 en España, con miles de personas migrantes hacinadas en su puerto costero.

## Obras
- Artabán, El Cuarto Rey Mago. Ediciones Atlantis, Madrid 2010, ISBN 978-84-92952-90-8.[28]
- El hombre llamado a la eternidad. Chiado Editora, Lisboa 2013, ISBN 978-989-51-0587-8.[29]
- Breve historia de la Teología. United p.c., Palma de Mallorca 2013, ISBN 978-84-9039-803-6.
- Satanás, un dogma de fe. Vindobona Verlag, Neckenmarkt 2014, ISBN 978-84-9072-040-0.
- Aproximación teológica al concepto de Divina Providencia. Credo Ediciones, Balti 2017, ISBN 978-3-330-70315-5.[30][31]
- Cosmología de la Eternidad y del Ser. Editorial Académica Española, Beau Bassin 2018, ISBN 978-613-9-00402-7.
- The story of Artaban, the fourth wise man. JustFiction Edition, Saarbrücken, 2019, ISBN 978-620-0-11101-2.[32]
- Die Geschichte von Artaban. AV Akademikerverlag, Saarbrücken, 2020, ISBN 978-620-2-22791-9.
- El exorcismo en la Iglesia Católica: Origen y protocolo. Club de autores, Lisboa, 2024, ISBN 978-613-6-26795-1.[33][34]